# Marko Regža
Marko Regža (Riga, 20 de enero de 1999) es un futbolista letón que juega en la demarcación de delantero para el Riga FC de la Virslīga.

## Selección nacional
Tras jugar con la selección de fútbol sub-17 de Letonia, la sub-19 y la sub-21 hizo su debut con la selección absoluta el 16 de junio de 2023 en un partido de clasificación para la Eurocopa 2024 contra Turquía que finalizó con un resultado de 2-3 a favor del combinado turco tras los goles de Eduards Emsis y Kristers Tobers para Letonia, y de Abdülkerim Bardakcı, Cengiz Ünder y İrfan Can Kahveci para el combinado turco.

## Clubes
| Club                    | País    | Año       | Partidos | Goles |
| ----------------------- | ------- | --------- | -------- | ----- |
| FK RFS                  | Letonia | 2016-2018 | 8        | 2     |
| BFC Daugavpils (cedido) | Letonia | 2019-2020 | 29       | 7     |
| FK RFS                  | Letonia | 2020-2021 | 14       | 0     |
| SK Super Nova           | Letonia | 2022      | 28       | 8     |
| Riga FC                 | Letonia | 2023-     | 81       | 41    |

## Palmarés

### Títulos nacionales
| Título          | Club   | País    | Año  |
| --------------- | ------ | ------- | ---- |
| Copa de Letonia | FK RFS | Letonia | 2021 |
| Virslīga        | FK RFS | Letonia | 2021 |